# Delphacodes striatella
Delphacodes striatella är en insektsart som först beskrevs av Falltn 1806.  Delphacodes striatella ingår i släktet Delphacodes och familjen sporrstritar. Utöver nominatformen finns också underarten D. s. fimbriata.